# Microperoryctes papuensis
Il bandicoot papua (Microperoryctes papuensis Laurie, 1952) è un marsupiale dell'ordine dei Peramelemorfi. È endemico delle montagne della Papua Nuova Guinea sud-orientale, da Fane a ovest fino al Monte Simpson a est. Vive nelle foreste pluviali ad altitudini comprese tra i 1200 e i 2650 m.